# Свербеевы
Свербеевы — дворянский род.
Происходит, по преданию, из Южной Руси, от торчина Свербея, служившего боярину Родиону Несторовичу. Этот боярин Родион (предок Квашниных) с отцом по имени Нестор Рябец приехали служить московским князьям и привели с собой 1700 человек. В 1304 году по родословной Квашниных, Родион Несторович спас московского княжича Ивана Даниловича (будущего Калиту), которого осадил в городе Переславль-Залесский служивший тверскому князю боярин Акинф Великий. Родион с дружиной скрытно подошёл к городу и послал к княжичу предупредить о своем приходе двух торчинов — Свербея и Сарыча, из них первого Иван Данилович оставил у себя как заложника. В бою под городом Родион разбил Акинфа и его отрубленную голову на копьё преподнёс княжичу Ивану со словами: «Се, государь, твоего изменника, а моево местника глава». От торчина Свербея на Москве пошёл род Свербеевых, а от его соотечественника Сарыча — Сарычевых. Свербеевы в начале XVII века (1605) владел поместьями в Новгородской области.
Дмитрий Николаевич (1799—1876) оставил интересные «Записки», изданные в 1899 году; из его сыновей: Александр Дмитриевич (1835—1917) — сенатор, а Дмитрий Дмитриевич (1845—1921) — камергер и курляндский губернатор.
Род Свербеевых внесен в VI и II части родословных книг Московской, Новгородской и Санкт-Петербургской губерний.
- Свербеев, Александр Дмитриевич (1835—1917) — российский государственный деятель, губернатор Самары (1878—1891).
- Свербеев, Дмитрий:[править]  -  Свербеев, Дмитрий Дмитриевич (1845—1921) — курляндский губернатор.
  -  Свербеев, Дмитрий Николаевич (1799—1874) — дипломат, мемуарист.
- Свербеев, Сергей Николаевич (1857—1922) — русский дипломат, посол в Германии.
- Свербеев, Фёдор Дмитриевич (1876—1952) — российский военно-морской и общественный деятель, участник Белого движения.

## Описание герба
В лазоревом щите накрест положенные остриями вверх две выгнутых серебряных сабли с золотыми рукоятками, между ними вверху посередине золотая шестиконечная звезда.
Щит увенчан дворянским коронованным шлемом. Нашлемник: три страусовых пера, из коих среднее — серебряное, крайние — лазоревые. Намёт: лазоревый с серебром. Герб Свербеевых внесён в Часть 12 Общего гербовника дворянских родов Всероссийской империи, стр. 49.